# Tractat de Barcelona (1493)
|  | Per a altres significats, vegeu «Tractat de Barcelona». |

El Tractat de Barcelona va ser un acord de "pau per territoris" pactat a Barcelona el 19 de gener de 1493. El signaren per una banda el rei de la Corona d'Aragó Ferran II, juntament amb la seva esposa Isabel I de Castella, i per l'altra el rei de França Carles VIII.

## El tractat
El tractat establia que Carles VIII retornés el Rosselló i la Cerdanya, territoris ocupats pels francesos des que el 1472 havia acabat la guerra civil catalana. A canvi, Ferran II i Isabel I es comprometien a no ajudar els enemics dels francesos, els quals defensaven el Regne de Nàpols de la influència gala. Només es van reservar el dret d'assistir al Papa de Roma, que quedava així fora d'aquesta provisió. En aquells moments França estava planificant la invasió del sud de la península italiana.
El 13 de setembre de 1493 Ferran i Isabel entraren a Perpinyà acollits amb entusiasme per la població catalana.

## Conseqüències
Malgrat el tractat, el 1495, Ferran s'oposà a la conquesta francesa de Nàpols formant la Lliga Santa. El 1500, ja amb Lluís XII, el regne de Nàpols es dividí, i el 1504 fou conquerit pel rei d'Aragó gràcies al Gran Capità Gonzalo Fernández de Córdoba. Ferran es posà al costat dels adversaris del rei de França en els afers d'Itàlia (primer de Nàpols i, més endavant de Llombardia) i aleshores s'inicià una lluita constant entre la casa reial de França i els sobirans hispànics, que havia de prosseguir al llarg dels segles xvi i xvii.
Dela mateixa manera, Els Comtats esdevingueren un camp de batalla gairebé permanent entre exèrcits francesos i catalans. El 1496 els francesos prengueren i saquejaren Salses. L'any següent Ferran II va fer edificar un nou castell, la millor fortalesa de l'època, i va fer reforçar les muralles i els castells de Perpinyà i de Cotlliure. Aquestes obres feren fracassar la ofensiva francesa del 1502.